# Parafia Wszystkich Świętych w Brzoziu
Parafia Wszystkich Świętych w Brzoziu – parafia rzymskokatolicka w diecezji toruńskiej, w dekanacie Brodnica, z siedzibą w Brzoziu.

## Historia
- Parafia powstała w 1310.

## Grupy parafialne
- Akcja Katolicka, Żywy Różaniec, "Caritas", Wspólnota Modlitewna Krąg Biblijny

## Miejscowości należące do parafii
- Augustowo, Janówko, Mały Głęboczek, Wielki Głęboczek, Sosno Królewskie, Trepki